# Gino Peak
Gino Peak är en bergstopp i Antarktis. Den ligger i Västantarktis. Argentina, Chile och Storbritannien gör anspråk på området. Toppen på Gino Peak är 258 meter över havet. Gino Peak ingår i Princess Royal Range.
Terrängen runt Gino Peak är huvudsakligen kuperad, men norrut är den platt. Havet är nära Gino Peak åt nordost. Trakten är glest befolkad. Närmaste befolkade plats är Rothera Research Station, 16,4 kilometer söder om Gino Peak. 